# Колли

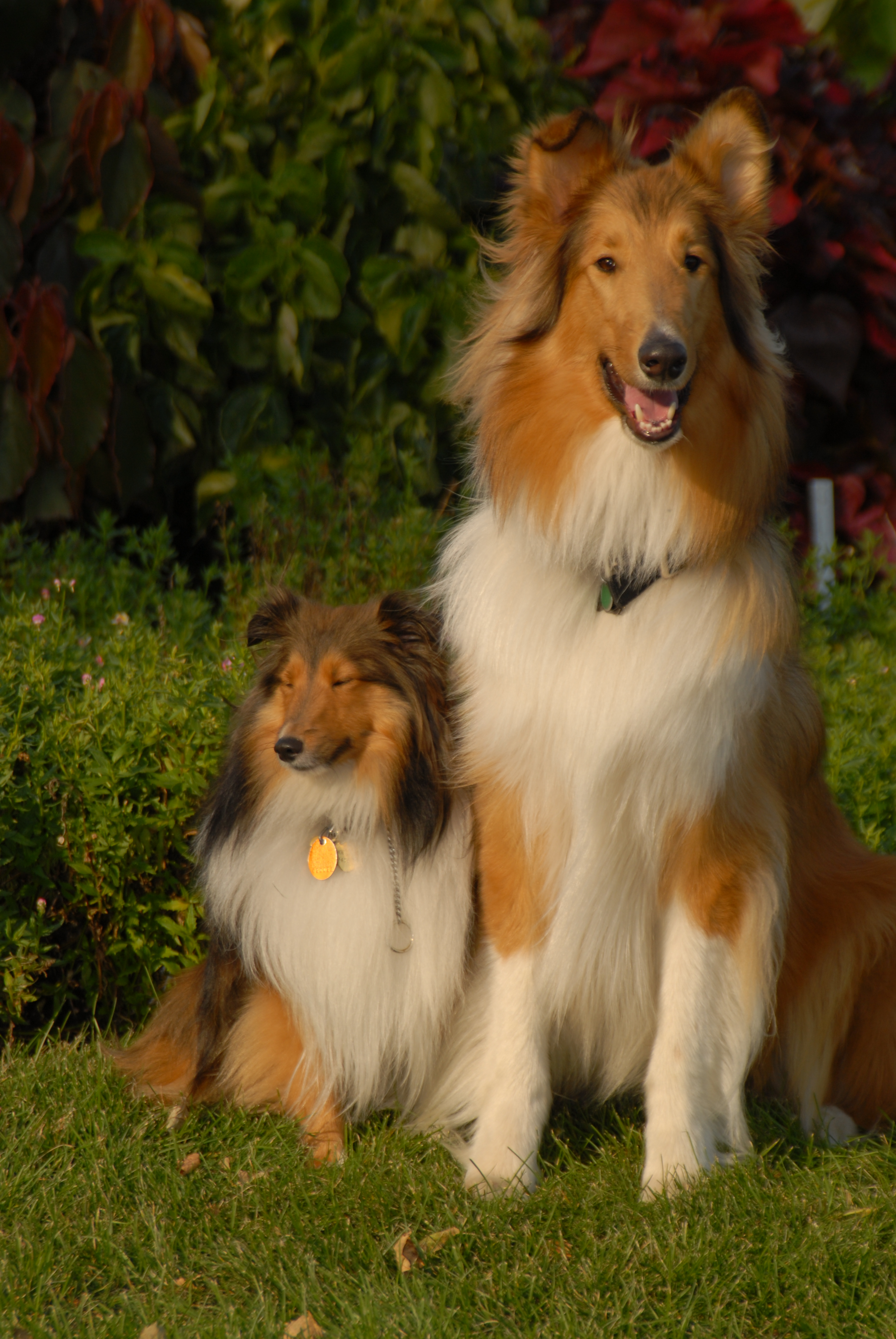
Шелти и колли

Ко́лли (англ. Collie) — группа пород пастушьих собак, происходящих из Шотландии и Северной Англии. Группа включает как официально признанные кинологическими организациями породы, так и малочисленные местные породы и отродья.
Колли — пропорциональная собака среднего роста, достаточно лёгкого сложения, с заострённой мордой. Как правило, имеет характерную породную окраску. Колли активны, проворны и в большинстве случаев обладают ярко выраженным пастушьим инстинктом. Некоторые колли продолжают использоваться при выпасе крупного рогатого скота и овец. Другие содержатся в качестве компаньонов. Колли часто используются в кинологическом спорте, где они проявляют выдающиеся ловкость, выносливость и обучаемость.
Колли широко распространены во всём мире, особенно популярны в Австралии и Северной Америке, где использовались для выведения других пастушьих пород, в том числе путём метизации с местными породами собак. Название породы может включать слово «колли», как, например, бордер-колли, но некоторые породы этого группового обозначения в своём названии не имеют. Первое упоминание о породе относится к 1790 году (Томас Вервик «История четвероногих»).

## Название
Точное происхождение названия «колли» неизвестно. Утверждают, что название породы происходит от галльского слова, означающего «полезный». Существует также мнение, что оно происходит от шотландского слова, обозначающего уголь. По другой версии, оно происходит от местного названия шотландских черноголовых овец (coolley). Словом «колли» обычно называют породы, происходящие из Шотландии. Собаки этого типа, выведенные в других местах, могут называться овчарками или пастушьими собаками.

## Общее описание

### Внешний вид
Как правило, колли — собаки среднего размера, весом от 22 до 32 кг, с лёгким или средним костяком. Собаки, предназначенные для работы с крупным рогатым скотом, обычно более коренастые. Шерсть может быть гладкой, длинной или жёсткой. Хвост опущен или приподнят, может быть изогнут, но никогда не закручен в кольцо и не касается спины. Встречается врождённая куцехвостость. В каждой породе существуют свои вариации окраса, основными являются рыжий, чёрный, черно-подпалый, коричнево-подпалый, соболиный. Основной окрас нередко дополнен белыми отметинами на животе, груди, шее, конечностях. Все цветовые комбинации могут дополняться мраморной расцветкой (мерль).

### Темперамент и интеллект
Колли — рабочие собаки, очень активные, энергичные, выносливые. Отличные пастухи, они могут весь день бежать по пересечённой местности, не зная усталости. Колли демонстрируют интерес и тягу к работе на уровне инстинктов. Согласно данным книги Стенли Корена «Интеллект собак», собакам из группы колли принадлежат четыре места в лидирующей двадцатке, а самой умной породой признана бордер-колли. Благодаря интеллекту, лояльности к человеку и рабочим качествам колли отлично выступают в спортивных состязаниях по аджилити, флайболу, фристайлу, пастьбе. Колли — отличные компаньоны, могут использоваться также в качестве сторожевых и охранных собак.

### Здоровье
Некоторые породы группы колли, особенно длинношёрстный и короткошёрстный колли, подвержены генетическим заболеваниям, хуже переносят инфекционные заболевания, связанным с мутацией гена MDR1. Собаки с мутантным геном чувствительны к ряду лекарственных препаратов, в том числе к некоторым антибиотикам, ивермектину, опиоидам и стероидам, у них понижен уровень кортизола. Для исключения из разведения собак с дефектным геном применяются генетические тесты.
У колли встречается врождённое заболевание стволовых клеток «синдром серого колли», или циклическая нейтропения. Мутантный ген проявляется в гомозиготном состоянии, когда его носителями являются оба родителя. Больные щенки имеют особенную серебристо-серую окраску, но нередко их принимают за здоровых щенков окраса блю-мерль. Больные собаки, как правило, живут не дольше шести месяцев.

## Породы и разновидности
- Австралийская короткохвостая пастушья собака — австралийская порода, полученная на основе европейских овчарок с примесью крови динго. Используется для пастьбы крупного рогатого скота. Лёгкого сложения, короткошёрстная собака со стоячими ушами. Хвост отсутствует или очень короток. Окрас крапчатый на голубом или рыжем фоне.
- Австралийская овчарка (аусси) — порода происходит из США, используется для пастьбы и охраны крупного рогатого скота. Вероятно, происходит от английских колли с участием баскских и испанских овчарок. Имеет густую шерсть средней длины различных окрасов, полустоячие уши, естественно куцый хвост. Часто встречается гетерохромия.
- Австралийская пастушья собака (австралийский хилер) — порода, выведенная в Австралии на основе короткошёрстного колли и динго. Используется для пастьбы скота. Мощного сложения короткошёрстная собака со стоячими ушами. Имеет характерный голубой или рыжий крапчатый окрас с подпалинами.
- Австралийский келпи — порода выведена в Австралии из импортированных из Шотландии или Северной Англии колли, возможно, с примесью крови динго. Короткошёрстная собака со стоячими ушами, чёрного, серого, рыжего, красно-коричневого или шоколадного окраса.

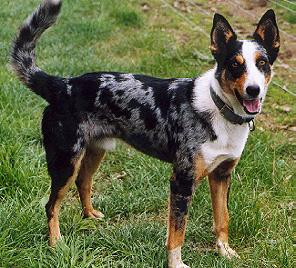
Австралийский кули

- Австралийский кули — порода, выведенная в Австралии на базе британских колли с участием немецких и испанских собак[6]. Короткошёрстная собака со стоячими ушами, чёрного, чёрно-подпалого, рыжего и мерль окраса с белыми отметинами.
- Английская овчарка — выведена в США на основе фермерских собак колли-типа, в своё время ввезённых из Британии. Уши висячие, шерсть густая, окрас чёрный или чёрно-подпалый с белыми отметинами.
- Блю-лейси — порода получена скрещиванием английских овчарок с другими породами. Короткошёрстная собака голубого, рыжего или трёхцветного окраса, с висячими ушами.
- Бордер-колли — наиболее известная порода, специализирующаяся на пастьбе овец. Выведена в Шотландии и Северной Англии. Для работы с крупным рогатым скотом бордер-колли, как правило, не подходят. Уши полустоячие или висячие, шерсть шелковистая, может быть довольно длинной, но на ногах и морде короткая. Окрас рыжий, чёрный, черно-подпалый, мерль — все обычно с белыми отметинами и характерным белым воротником; встречаются почти полностью белые собаки.
- Бородатый колли — изредка продолжает использоваться в качестве пастушьей собаки, но чаще выполняет роль собаки-компаньона и выставочной собаки. Висячие уши, длинная шелковистая шерсть по всему телу, включая морду и ноги. Окрас чёрный, серый, голубой, коричневый, рыжий, песочный, допускаются белые отметины.
- Кумберлендская овчарка[англ.] — исчезнувшая порода колли, сходная с бордер-колли и, вероятно, поглощённая ею. Порода-предшественник австралийской овчарки. Собаки этой породы имели стоячие или полустоячие уши, плотный мех, черный окрас с белыми отметинами на груди и морде.
- Макнаб[англ.] (пастушья собака Макнаба) — американская порода, выведенная на основе британских колли, названа именем своего создателя. Собаки в породе различаются по росту, имеют стоячие или полустоячие уши. Шерсть короткая, чёрная или рыжая, обычно с белыми отметинами на груди и морде.
- Новозеландский колли[англ.] (New Zealand Heading Dog, New Zealand Eye Dog) — новозеландская порода, выведенная на основе бордер-колли. Отличается особенной манерой пасти овец — не лает; утверждают, что собака управляет стадом при помощи взгляда.

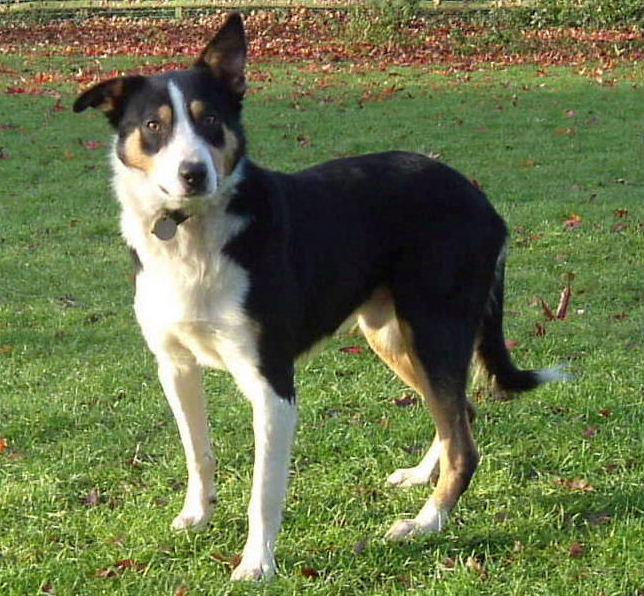
Уэльская овчарка

- Смитфилд[англ.] (смитфилд-колли, смитфилдская овчарка) — изначально так называлась ныне исчезнувшая порода крупных собак в типе колли, применявшаяся для охраны и перегона крупного рогатого скота. Порода получила название старейшего лондонского мясного рынка. Смитфилды были крупными сильными собаками с висячими ушами, обычно чёрного или чёрно-белого окраса. В наше время смитфилдами называют происходящую с Тасмании австралийскую породу собак, похожих на бородатых колли.
- Уэльская овчарка — местная порода, происходящая из Уэльса. Уши стоячие или полустоячие, шерсть короткая или длинная шелковистая. Окрас рыжий, чёрный, чёрно-подпалый, мраморный с белыми отметинами.
- Шелти (шетландская овчарка) — маленькая собака, выведенная на Шетландских островах частично на основе английских пастушьих собак. Первоначально шелти использовались в пастушьей службе как шпицеобразная пастушья собака. Однако в процессе развития была прилита кровь шотландских колли и собак той-пород. Современная шелти внешне является миниатюрной копией длинношёрстного колли и является отличным компаньоном. Маленькая собака с почти стоячими ушами, шикарной длинной и шелковистой шерстью по всему корпусу. Наиболее распространены соболиный и мраморный окрасы с белыми отметинами.
- Шотландская овчарка, или собственно колли, существует в двух разновидностях — длинношёрстной и короткошёрстной. Используются в пастушьей службе, но популярны и как выставочные собаки. Порода происходит из высокогорных районов и поэтому нуждается в отличной шерсти с густым подшёрстком, защищающей от непогоды[7]. Морда удлинённая, узкая, уши полустоячие. Допускаются соболиный, трёхцветный окрасы, блю-мерль, белые отметины.